# 徴発
徴発（ちょうはつ）とは、人が所有する物を強制的に取り立てる行為のこと。

## 概要
特に、軍需物資などを人民などから集める際に見られる行為で、行政的な執行権が伴う場合もある。供出や略奪と異なり、徴発においては対価は支払われる。対価は軍票などによることが多い。
日本軍の徴発活動の際は、戦闘によって疎開した後の人家で、主に缶詰や砂糖、米などの食糧物資の調達を行った。また中には通貨や宝石などの貴重品の持ち出しも行われた。中国勢力の拠点を防ぐため焼かれた人家も多い。
徴発は現地住民を徴用して陣地の構築や架橋、道路整備や鉄道の敷設などの強制労働に従事させることを含む。兵として徴発することはとくに「強制徴募」と呼ぶことがある。戦時国際法・ハーグ陸戦条約において、敵国の領土を占領した際の（正当な対価の無い）徴発、および強制徴募（忠誠の宣誓）は禁じられている。
日本では、1882年8月12日、戦時・事変のさいの軍需の調達について規定する徴発令が定められ（太政官布告）、演習にも準用された。

## 徴発の著名例
- 日中戦争での日本軍・国民党軍・紅軍による中国人に対する徴発行為
- GHQは戦後日本企業への施設や備品や資源を徴発した。[4]

## 大日本帝国軍
以下、大日本帝国軍の徴発を中心に述べる。
徴発は、戦時もしくは事変にさいして陸海軍の全部または一部を動かすとき、軍需を人民に賦課して徴収することであり、平時でも行なわれる。軍需は、平時からそのすべてを調（ととの）えることは許されることは少なく、必要に応じて物または労力の供給する義務を人民が負うものとされた。大日本帝国の徴発令（明治15年太政官布告43号）はこのために制定された。明治15年8月12日制定。徴発令は、戒厳令と表裏の関係にある法令として制定された。
労務を提供することは「課役」と称するのが適当であるともされる。ハーグ陸戦条約では、徴発および課役に関して規定されている。
軍隊の宿舎の配当も、徴発と見なされる。この場合は、一定数の将校兵士に対する宿舎の場所、寝具および食物を供給させ、ときには馬匹に対する厩圉（きゅうぎょ、馬屋）および秣蒭（まつさ、まぐさ）を供給させる。
徴発は、陸海軍官憲の徴発書で行なわれるが、徴発書を発する権を有する官憲は陸軍では大臣、軍司令官、師団長、旅団長、分遣隊長、もしくは演習および行軍の軍隊長（士官以上）、海軍では大臣、艦隊司令長官、鎮守府司令長官、分遣艦隊長、もしくは操練および航海の艦隊司令長官または艦長である。
徴発すべき物件は、平時には糧秣、宿舎、馬匹、車両、人夫、鉄道、船舶、演習に要する土地材料など、戦時もしくは事変には上述のほかに工場、職工、病院、被服などである。すなわち通例は動産であるが、時には不動産の使用権または労力である。ただし朝鮮、台湾、関東州などにおける徴発は、朝鮮徴発令、台湾徴発令、関東州および南満州鉄道付属地徴発規程による。
以上の物件は、種類によって徴発区を府県、市区、町村、会社に分ける。徴発書は、徴発区に従って府県知事、市（区）長、警察署長、町村長、停車場長もしくは船舶会社の店長に交付される。供給を受けた官憲は、受領証書を上述それぞれの者に交付し、所定に従って賠償される。
物資の徴発にさいしては徴発隊が派遣される。平時に見られることはほとんどなく、多くは戦時もしくは事変の場合にかぎり、またそれは所要に応じる程度である。いずれの場合も徴発は経理官が同行しなければならないとされた。徴発隊は将校の指揮に属し、所要のウマ、車両などを携行し、警戒を加えて行進し、徴発地に到着するとまずその周囲、ことに出口に哨兵を配置し、人民の遁逃および物品を他に運搬することを防ぐ。
徴発隊は、徴発実施隊と徴発掩護隊とに区分される。